# Palpares torridus
Palpares torridus is een insect uit de familie van de mierenleeuwen (Myrmeleontidae), die tot de orde netvleugeligen (Neuroptera) behoort. 
Palpares torridus is voor het eerst wetenschappelijk beschreven door Navás in 1912.